# Wijdenes
Wijdenes is een dorp in de gemeente Drechterland, gelegen tussen Hoorn en Enkhuizen aan de Westfriese Omringdijk, in de Nederlandse provincie Noord-Holland. Tot 1970 was Wijdenes, samen met Oosterleek en Schellinkhout een zelfstandige gemeente. Vanaf die tijd viel het onder de gemeente Venhuizen, samen met Hem, Oosterleek en Schellinkhout. Tot de plaats behoort de oude buurtschap Wijmers, de relatief jonge buurtschap Kraaienburg en de 'voormalige' buurtschappen Twuiver en de Molentjes. Het dorp telt 1.515 inwoners (2023).
Sinds 1 januari 2006 behoort Wijdenes tot de gemeente Drechterland, de gemeenten Venhuizen en Drechterland zijn toen samengevoegd.
Oude geschreven namen van Wijdenes zijn: Widenisse (ca. 1300), Widenesse (1311, 1396), Wijdenesse (1344), Widenes (ca. 1513), en Wijnes (1637). De dialectische uitspraak is Woidenes, maar ook wel Venès. 

## Geschiedenis
Duizenden jaren geleden ontstond een zandrug, waarop bewoning mogelijk was. Aan de zuidkant van deze zandrug was een getijdengeul die doorliep tot ongeveer het midden van het huidige dorp, en daar naar het oosten afboog. In de loop der tijd ontstonden er duinen en een strandwal, waardoor het achterliggende gebied geheel droog kwam te liggen. Aangezien de bodem van de getijdengeul uit zand bestond, zakte deze minder en kwam dus hoger te liggen.
De eerste bewoners die zich omstreeks 500 in de omgeving van Wijdenes vestigden waren Friezen afkomstig uit het noorden van Duitsland of Denemarken. Vanaf 720 maakten zij deel uit van het Frankische Rijk. Het gebied werd bestuurd door graven. Na de kerstening door nieuwe heersers was Wijdenes een kerkdorp met als beschermheilige Sint-Ludgerus. In die periode is er een klooster gebouwd voor de orde der Karmelietessen. Het stuk grond waar het ooit heeft gestaan heet nu nog de Cloosterweide.
Het volksverhaal wil, dat Wijdenes zijn naam dankt aan een Scandinaviër, Roelof van Wienesse, die er een kasteel bouwde en er van ca. 820 tot 890 heeft gewoond. De restanten van dit kasteeltje hebben volgens hetzelfde volksverhaal, gediend als fundering voor de dwangburcht, die Floris V aan het einde van de 13e eeuw liet bouwen om de West-Friezen te onderdrukken.
Vanaf het einde van de 10e eeuw gingen de West-Friezen zich steeds onafhankelijker gedragen en uiteindelijk weigerden zij het grafelijk gezag te erkennen. Deze vrijheid was voortdurend een doorn in het oog van het Hollandse gravenhuis. Aanvankelijk na een mislukte poging in 1272, lukte het graaf Floris V (1256-1296) om het weerbarstige volk te verslaan. Dit begon met een aanval in 1282, waarbij de grafelijke troepen bij Wijdenes en Schellinkhout, via de Zuiderzee, met een vloot aan land kwamen om aldaar een hevige strijd te leveren, waarbij de West-Friezen het onderspit moesten delven.
Daaropvolgend trok Floris V op naar Hoogwoud alwaar hij het lichaam van zijn vader Willem II vond, die in 1256 bij Hoogwoud sneuvelde. Na deze uiteindelijke overwinning liet Floris V in Wijdenes een dwangburcht bouwen, waarvan de exacte plaats tot op heden onbekend is. Men gaat er van uit, dat dit kasteel Wijdenes waarschijnlijk ergens buitendijks, in het huidige Markermeer is gelegen. Dit is aannemelijk omdat in 1434 een nieuwe dijk werd gebouwd, waardoor er ca. 60 hectare land buitendijks kwam te liggen.
Om de West-Friezen onder de duim te houden heeft Floris V, naast het kasteel in Wijdenes ook kasteel Radboud in Medemblik gebouwd, alsmede de burchten Nieuwburg en Middelburg bij Alkmaar en de Nuwendoorn bij Krabbendam.
Het onderwijs werd gegeven door de koster. In 1442 wordt Claes Jan Claesz Zadelmaker benoemd tot deze ambten (2). In 1500 stonden er ongeveer 100 huizen in Wijdenes.
Van 1913 tot 1935 had Wijdenes een halte aan de tramlijn Hoorn - Bovenkarspel-Grootebroek.

## Haven
De voormalige vissershaven van Wijdenes heeft al jaren last van verzanding van de toegangsmond. Alleen kleinere recreatiebootjes kunnen momenteel van de haven gebruikmaken.
De naam van de haven is in 2012 gewijzigd van Vluchthaven naar Passantenhaven vanwege de toekomstplannen die de Gemeente Drechterland heeft met de haven. De haven wordt beheerd door het Recreatieschap West-Friesland.
De haven is tevens de thuishaven van het aan de KNRM gelieerde reddingstation Wijdenes. Twee reddingboten liggen permanent stand-by in de haven om ingezet te worden bij calamiteiten.

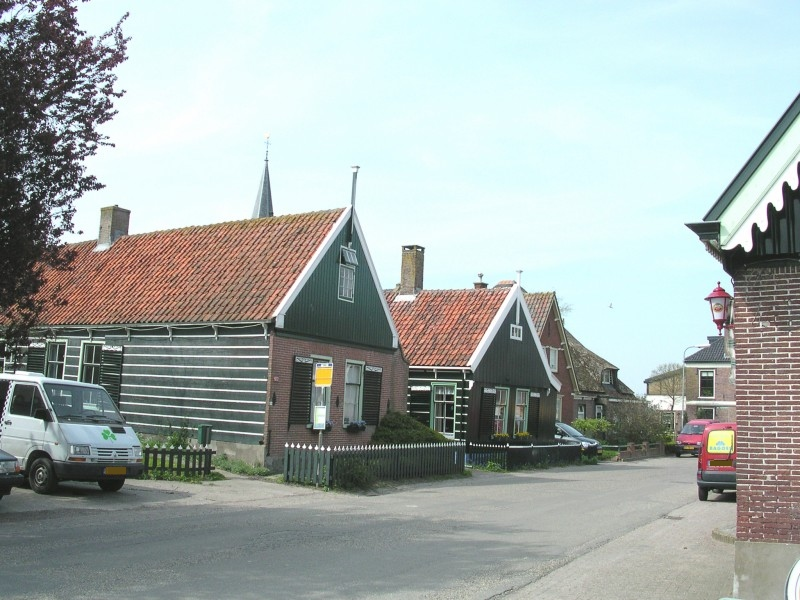
De typisch Westfriese bouwstijl
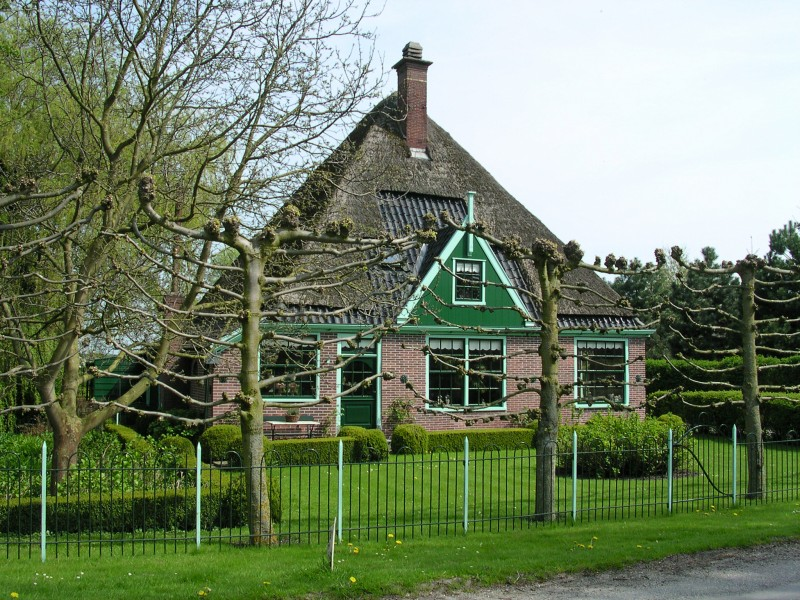
Stolpboerderij
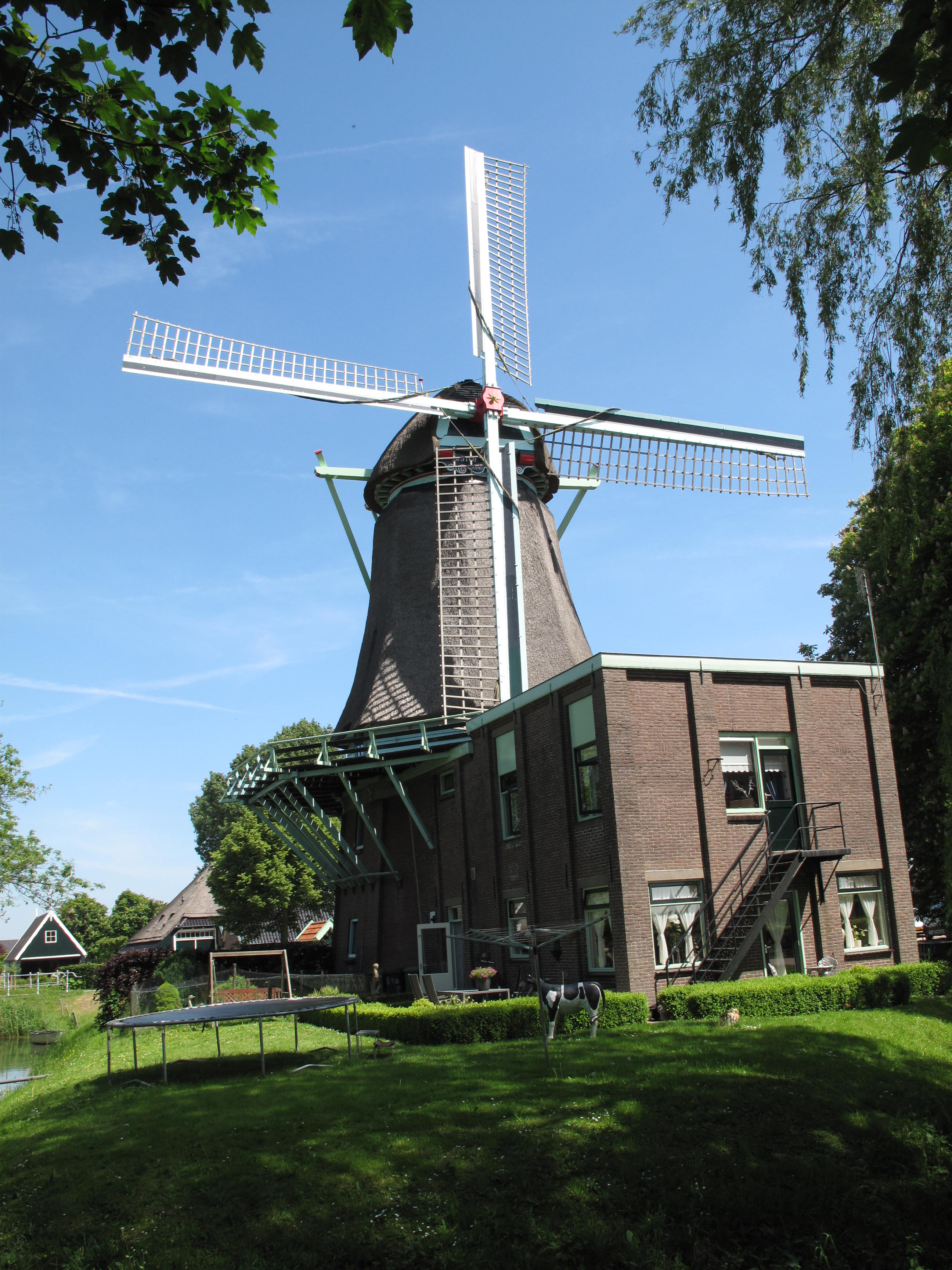
De Stofmolen
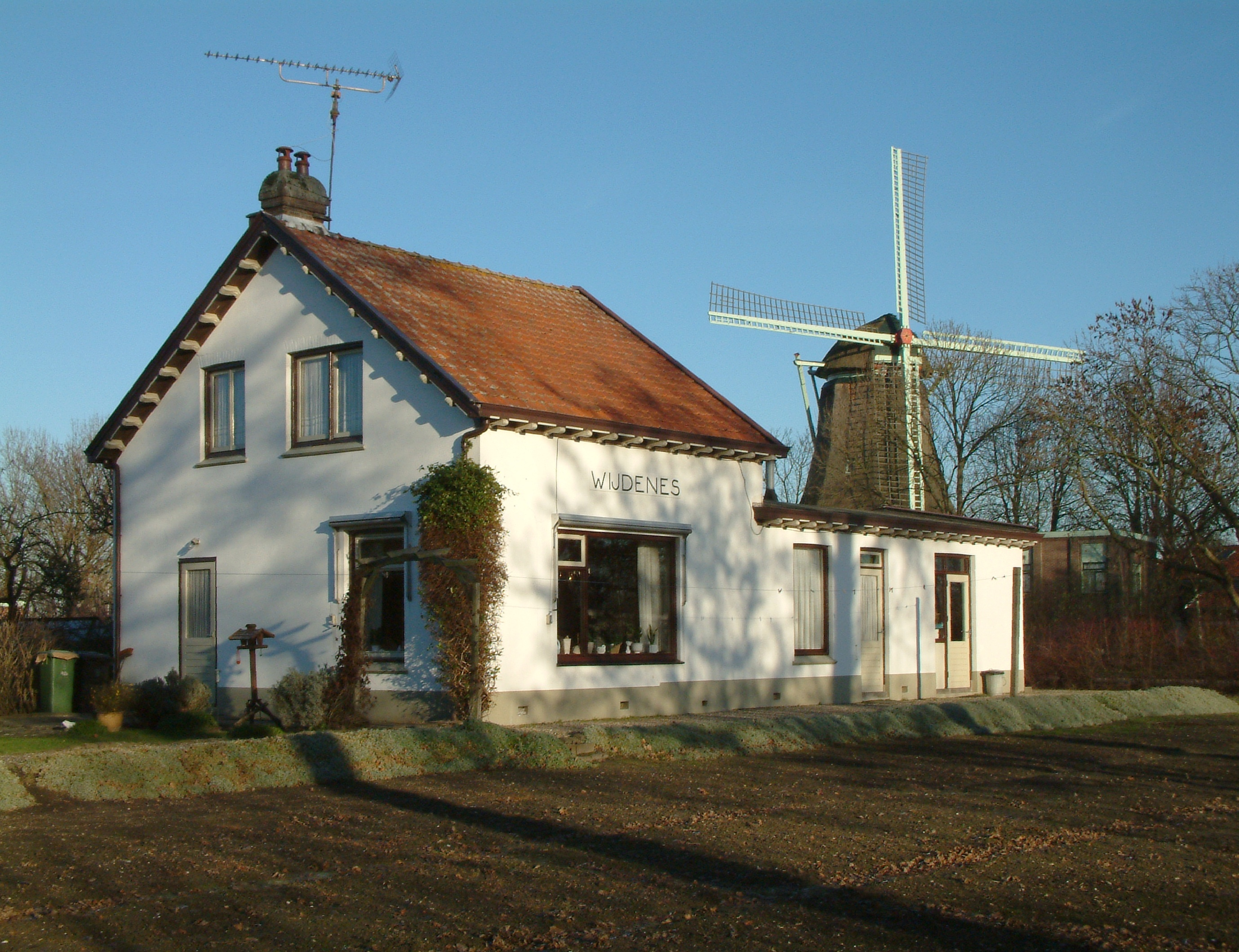
Het voormalig stationsgebouw van Wijdenes in 2003 met De Stofmolen op de achtergrond.

## Geboren
- Machteld Mulder (1989), atlete
- Cornelis Koeman (1918), cartograaf
- Tony Beets (1959), goudzoeker[6]